# Piaractus
Genre
Piaractus est un genre de poissons téléostéens de la famille des Serrasalmidae et de l'ordre des Characiformes.

## Liste d'espèces
Selon FishBase (26 juin 2015):
- Piaractus brachypomus (Cuvier, 1818)
- Piaractus mesopotamicus (Holmberg, 1887)

## Galerie

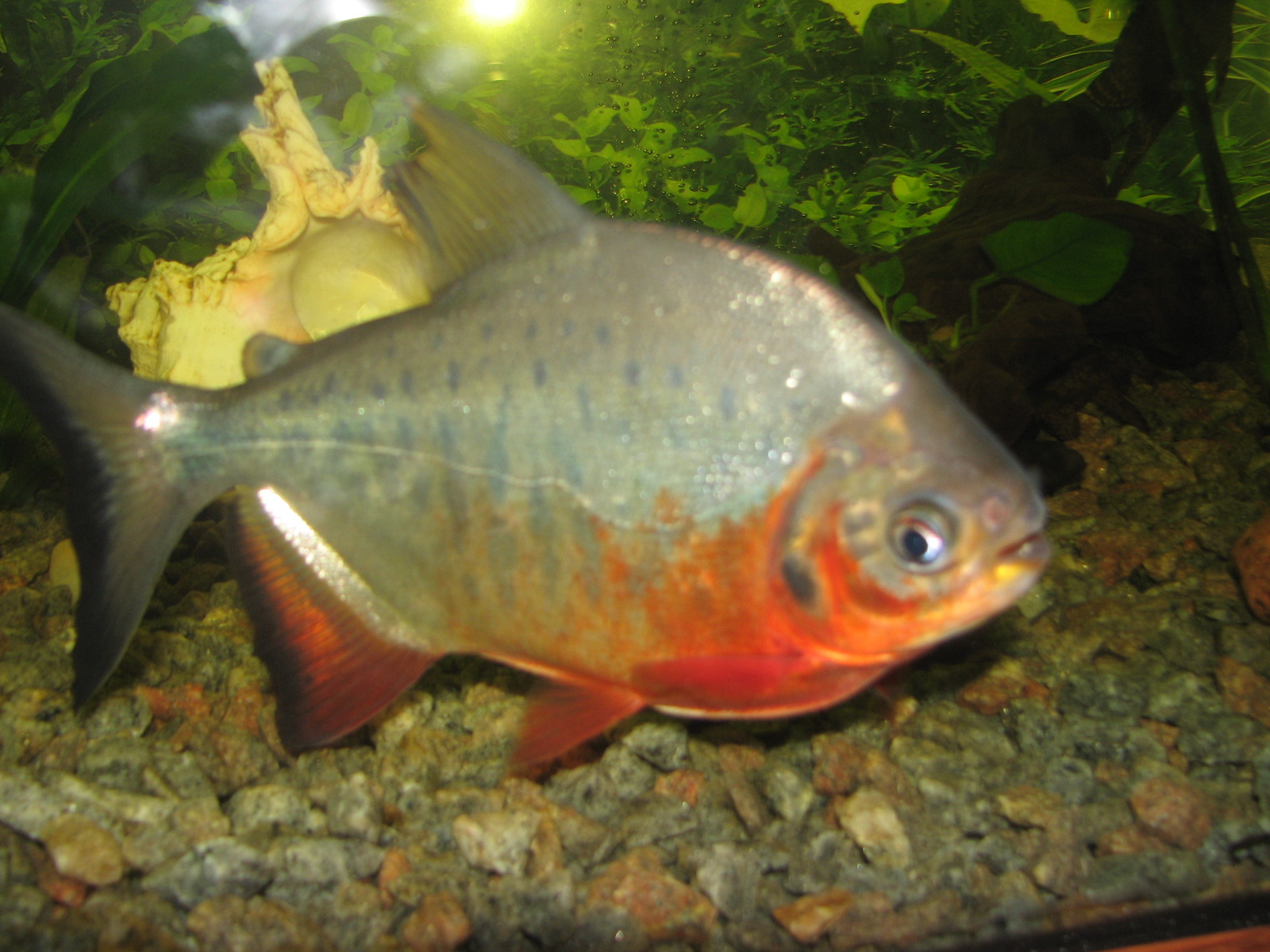
Piaractus brachypomus juvénile
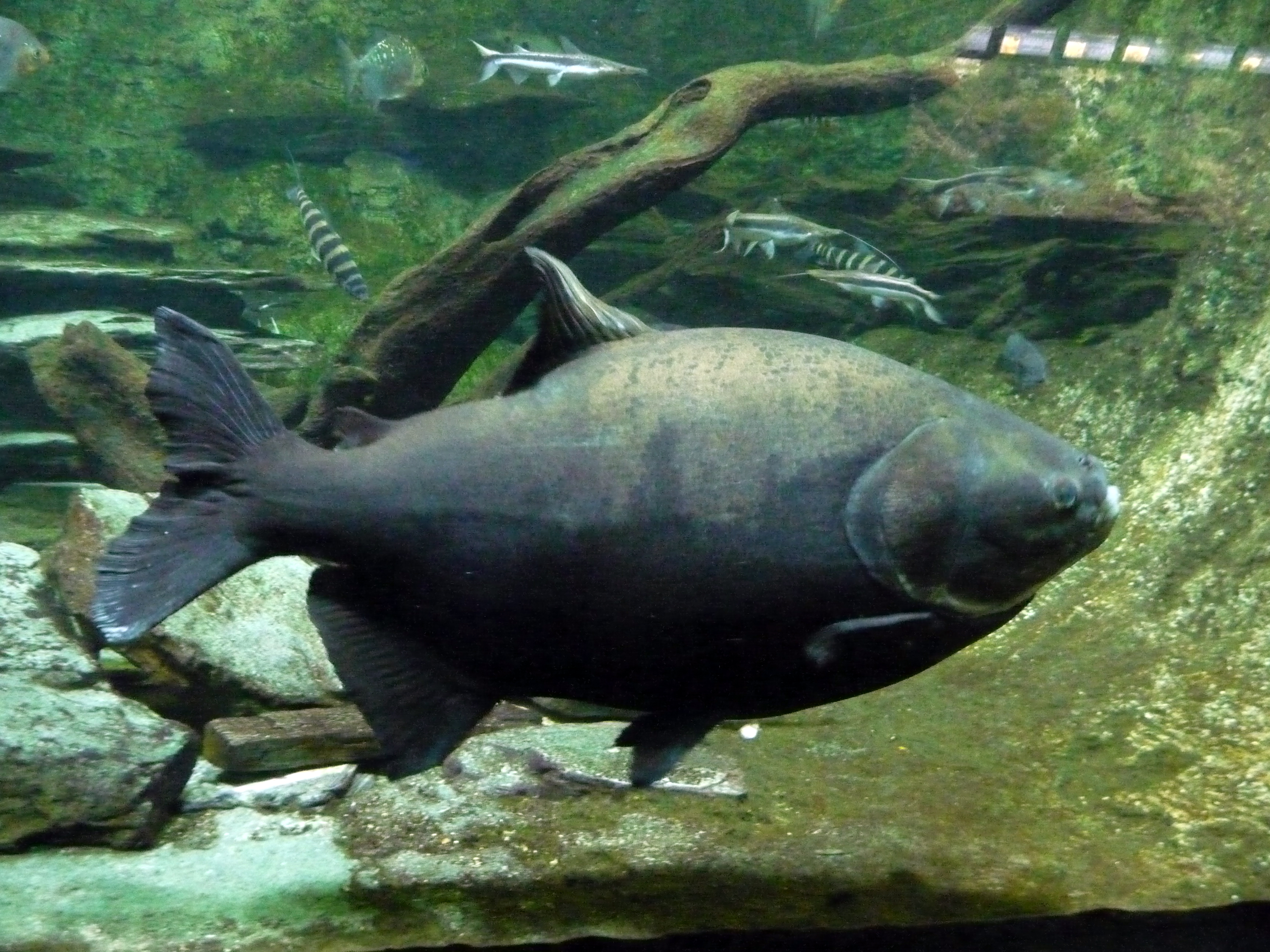
Piaractus brachypomus patron de coloration de spécimen adulte
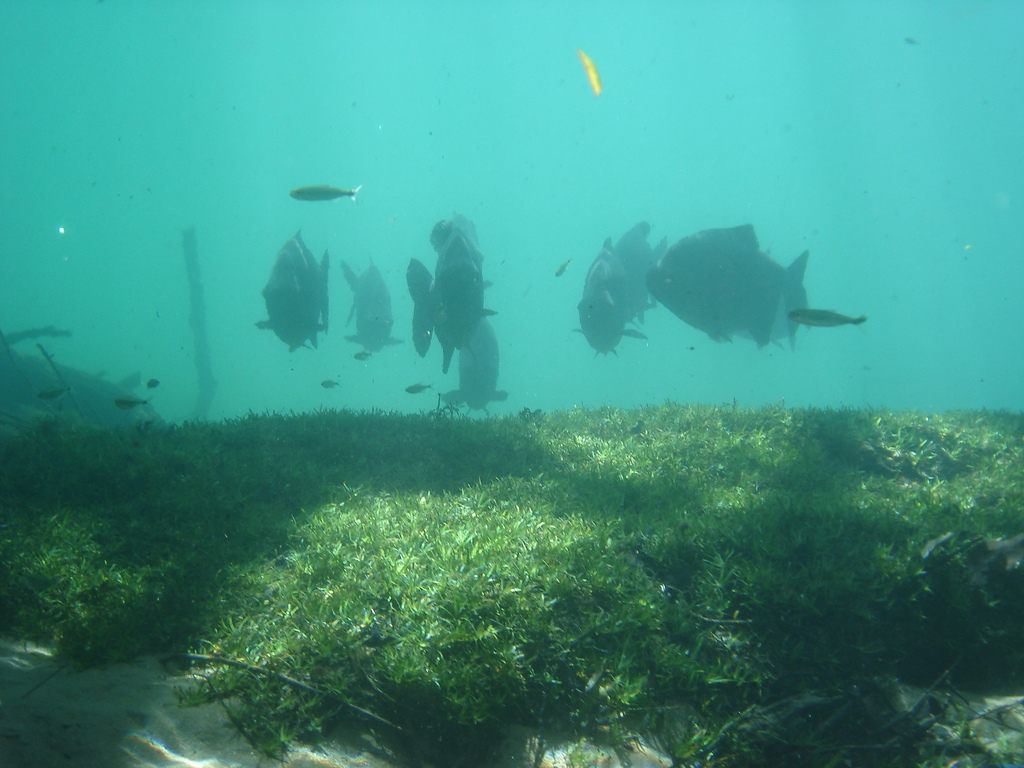
Groupe de Piaractus mesopotamicus en milieu naturel
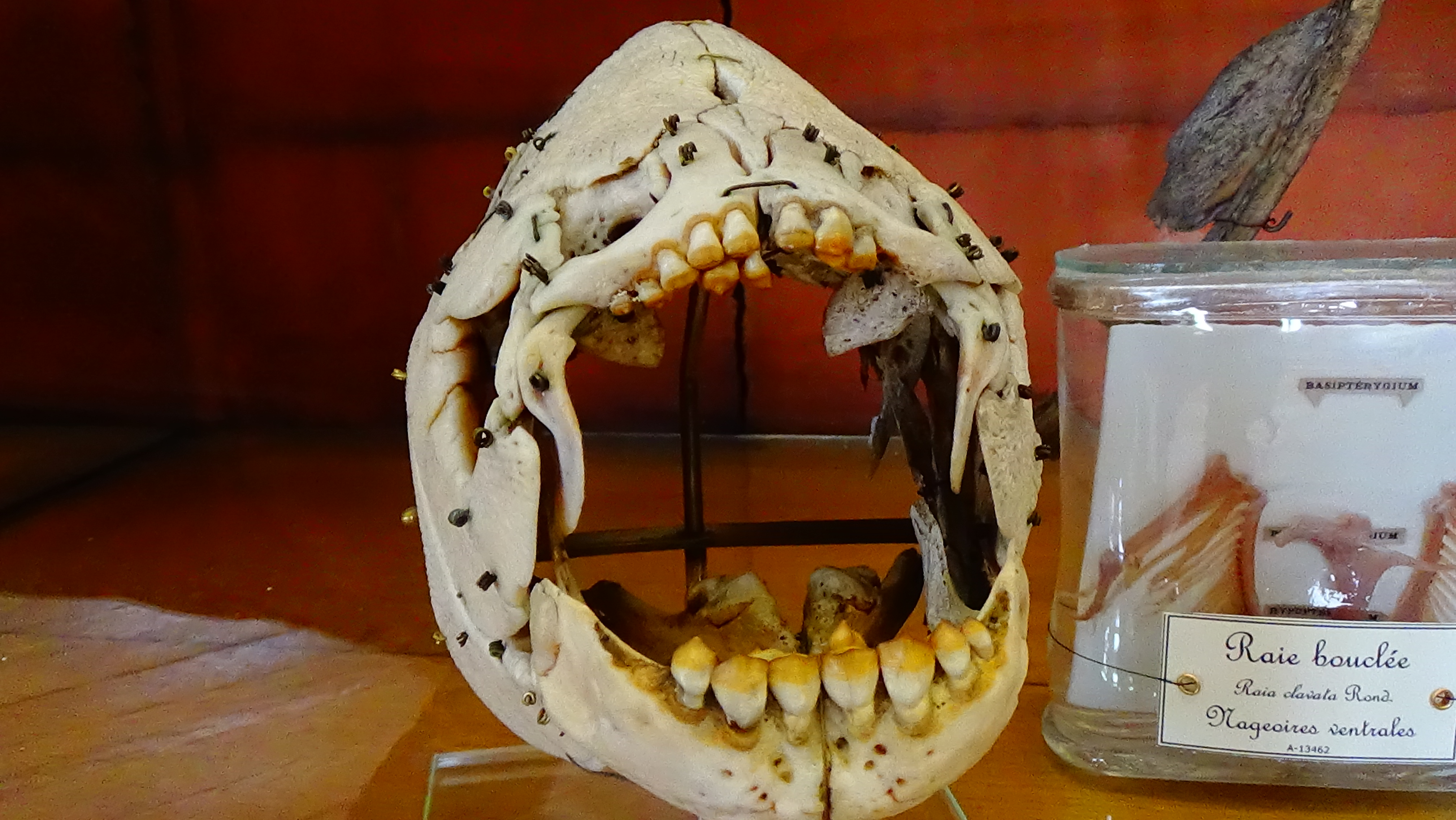
Piaractus brachypomus - squelette mnhn Paris